# Заречье (Чеботовичский сельсовет)
Заречье (бел. Зарэчча) — посёлок в Чеботовичском сельсовете Буда-Кошелёвского района Гомельской области Белоруссии.

## География

### Расположение
В 23 км на юг от районного центра и железнодорожной станции Буда-Кошелёвская (на линии Жлобин — Гомель), 50 км от Гомеля.

### Гидрография
На северной окраине река Зыбина (приток реки Крапивня).

## Транспортная сеть
Транспортные связи по просёлочной, затем автомобильной дороге Жлобин — Гомель. Планировка состоит из прямолинейной, близкой к широтной ориентации улицы, застроенной двусторонне деревянными домами усадебного типа.

## История
Основана в начале XX века переселенцами с соседних деревень. В 1929 году организован колхоз. В 1959 году в составе совхоза «Чеботовичи» (центр — деревня Чеботовичи).

## Население

### Численность
- 2004 год — 50 хозяйств, 98 жителей.

### Динамика
- 1926 год — 55 дворов, 300 жителей.
- 1959 год — 294 жителя (согласно переписи).
- 2004 год — 50 хозяйств, 98 жителей.